# Наводнение в странах Персидского залива (2024)
В апреле 2024 года проливной дождь серьёзно ударил по государствам Персидского залива, вызвав внезапные наводнения по всему региону. В нескольких странах за один день выпало почти годичное количество осадков. Наводнения оказали значительное воздействие на весь регион, особенно пострадали Оман и Объединенные Арабские Эмираты, в результате чего погибли по меньшей мере 32 человека, в том числе 19 в Омане. Юго-восточный Иран, Йемен, Бахрейн, Катар и восточная провинция Саудовской Аравии также подверглись сильным дождям и последующим наводнениям.

## Причины
Регион Персидского залива известен своей жаркой и сухой погодой, хотя в последние годы с большей регулярностью случаются проливные дожди, вызывающие наводнения. Королевское метеорологическое общество Великобритании заявило, что вероятной причиной является мезомасштабная конвективная система. Старший синоптик Эсраа Алнакби из Национального центра метеорологии ОАЭ (NCM) объяснил, что «система низкого давления в верхних слоях атмосферы в сочетании с низким давлением на поверхности действовала как давление, „сжимающее“ воздух». Метеорологи из Редингского университета подтвердили, что сильный дождь был вызван сильной грозой.
Ричард Аллан, профессор климатологии Редингского университета, и Фридерика Отто, старший преподаватель климатологии в Имперском колледже Лондона, оба связали необычную погоду с изменением климата, заявив, что «ливни стали намного сильнее по мере потепления климата». В последние годы этот регион ранее подвергался волнам жары и циклонам, а с повышением температуры и уровня влажности исследователи ожидают увеличения риска наводнений в Персидском заливе.

### Обвинения в «засеве облаков»
После наводнений некоторые новостные агентства цитировали специалиста-метеоролога Ахмеда Хабиба, связавшего сильные ливни с программой ОАЭ по «засеву облаков». Из-за засушливого климата пустыни и высоких температур в Объединённых Арабских Эмиратах ранее использовался засев облаков для борьбы с нехваткой воды.
Отвергая обвинения, Омар Аль-Язиди, заместитель генерального директора Национального центра метеорологии ОАЭ (NCM), заявил, что учреждение «не проводило никаких посевных операций во время этого мероприятия». Другие комментаторы новостей также отвергли связь с «засевом облаков», заявив, что эта технология незначительно увеличивает количество осадков и что программа «засева облаков» в ОАЭ локализована в восточной части страны, вдали от густонаселенных мегаполисов; другие эксперты, такие как Королевское метеорологическое общество, заявили, что засев облаков будет иметь лишь минимальный эффект, а другие даже заявили, что акцент на засев облаков «вводит в заблуждение».
Ученые из Университета Рединга, чья программа «засева облаков» используется в ОАЭ, отрицают, что «засев облаков» стал причиной сильных дождей, учитывая, что крупномасштабные погодные изменения были предсказаны заранее и были слишком масштабными, чтобы на них мог повлиять «засев облаков». Они добавили, что последствия «засева облаков» обычно кратковременны и длятся несколько часов.

## Последствия

### Оман
В Омане в результате наводнений погибли по меньшей мере 19 человек. В их число входили 10 школьников и их водитель, чей автомобиль был смыт паводковыми водами в Самад аль-Шане 14 апреля. В Сахме спасатели обнаружили тело девочки. Больше всего пострадала провинция Северная Эш-Шаркия, где сообщалось о масштабном наводнении. Некоторые рейсы из международного аэропорта Маската были отменены или задержаны.

### ОАЭ
В Дубае потоп после мощных ливней. Автомобили местами по окна в воде. Да что там машины — самолёты плывут. Затопило аэродром. В результате задержка и отмена рейсов. Приходят сообщения от «Аэрофлота»: часть рейсов в Дубай переносится на другое время.
Госучреждения и многие частные компании перешли на удаленку. Ограничена работа общественного транспорта, с перебоями ходят поезда метро — некоторые станции утопают в воде.
Дожди и грозы для Объединенных Арабских Эмиратов —редкость, преобладает засушливый тропический климат. Так что дорожная инфраструктура оказалась просто не готова к такому объёму воды. Власти ввели «оранжевый» уровень погодной опасности. В Сети есть много видео, где вода в квартирах стоит по бедро или по колено. При этом свет горит, люди продолжают снимать видео.

Спустя 2 месяца после наводнения власти объявили о строительстве системы отвода дождевой воды в Дубае стоимостью $8 миллиардов. Проект должен завершиться к 2033 году.

### Бахрейн
15 и 16 апреля прошли сильные дожди и грозы, которые привели к масштабным наводнениям, в результате которых автомобили были брошены на дорогах. По данным метеорологического управления Бахрейна, за 48 часов выпало в среднем 67,6 мм осадков, что является вторым по величине количеством осадков, зарегистрированным в истории Бахрейна. Министерство внутренних дел Бахрейна предупредило жителей о необходимости оставаться дома Министерство образования заявило о закрытии школ и высших учебных заведений из-за наводнения. По оценкам, порывы ветра достигали 70 км/ч. Из-за дождя обрушился потолок супермаркета в городе Ситра.

### Катар
Сильные дожди и сильные ветры наблюдались в основном в северных частях страны, сосредоточенных вокруг городов Эш-Шамаль и Эр-Рувайс. В Дохе сообщалось о кратковременных ливнях. Школы и общественные здания были закрыты из-за погоды, а услуги на весь день были переведены в онлайн-режим.

### Иран
Сообщалось также о сильных дождях и ливневых наводнениях на юго-востоке Ирана. Больше всего пострадали провинции Систан и Белуджистан, Хормозган и Керман: в провинции Систан и Белуджистан погибли 8 человек, а в провинции Керман 3 человека пропали без вести.

### Саудовская Аравия
Сообщалось о сильных дождях в Восточной провинции. Широкомасштабное наводнение затронуло провинцию, особенно столицу Даммам, что привело к закрытию автодорожных туннелей и школ.

### Кувейт
Метеорологическое агентство Кувейта предупредило 16 апреля о сильных дождях и возможных грозах.

### Йемен
17 апреля в йеменской провинции Хадрамаут произошёл проливной дождь и наводнение, в результате чего сообщалось об одном погибшем и крупном материальном ущербе. Сильный дождь в горах вблизи порта Мукалла увеличил вероятность оползней.

## Реакция
17 апреля наследный принц и премьер-министр Бахрейна Салман ибн Хамад ибн Иса Аль Халифа объявил о планах оценить и компенсировать жителям ущерб, нанесенный их домам в результате осадков. В преддверии проливных дождей министерством труда и четырьмя муниципальными советами Бахрейна была создана общенациональная совместная оперативная группа по чрезвычайным ситуациям для координации усилий по ликвидации последствий наводнения, включая удаление дождевой воды с затопленных улиц и откачку её в озеро Аль-Лузи.
Королевская полиция Омана провела 152 операции, спасая 1630 человек, оказавшихся в результате наводнения по всей стране.
Генеральный секретарь Организации исламского сотрудничества (ОИК) Хиссейн Брахим Таха выразил соболезнования жертвам наводнения.